# Chérubin d'Orléans
Chérubin d'Orléans (1613 – 1697) è stato un fisico francese.

## Biografia
Padre cappuccino e fisico di valore, Chérubin d'Orléans (François Lasséré) si dedicò in particolare allo studio dell'ottica e dei problemi connessi alla visione, come documentano due testi pubblicati a Parigi nel 1671 (La dioptrique oculaire) e nel 1677 (La vision parfaite). Ideò il primo cannocchiale binoculare. Progettò e forse costruì anche un tipo particolare di occhiali che sostituiva alla lente un corto tubo forato. Si attribuiscono a Chérubin anche modelli di bulbo oculare per studiare il funzionamento dell'occhio come lente.

## Opere
- (FR) Effets de la force de la contiguité des corps, par lesquels on répond aux experiences de la crainte du vuide, et à celles de la pesanteur de l'air, Paris, Edme Couterot (1.), 1679.